# تقفع الجروح

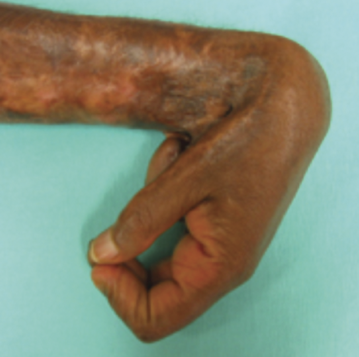
تقفع الجروح عقب الإصابة بحروق عميقة

تقفع الجروح هي عملية تحدث أثناء التئام الجروح عندما يحدث زيادة في تقلص الجروح، وهي عملية التئام طبيعية، وتؤدي إلى تشوه جسدي يتميز بتضيق الجلد وقصور وظيفي. وقد يحدث تقفع الجروح عقب الحروق الحادة وقد يحدث في باطن اليد وفي باطن القدم والصدر الأمامي. فعلى سبيل المثال، تعتبر الندبات التي تحول دون إطالة المفاصل أو الندبات التي تسبب الشتر الخارجي من حالات تقفع الجروح.